# Tennistavolo agli XI Giochi dei piccoli stati d'Europa
Le gare di tennistavolo si sono svolte al palazzetto dello sport di Encamp. Si sono svolte competizioni individuali, in doppio e a squadre.

## Medagliere

### Individuale
| Posizione | Paese       | Atleta               |
| --------- | ----------- | -------------------- |
|           | Malta       | GERADA Simon         |
|           | Malta       | MAKOWSKI Andrezei    |
|           | Islanda     | STEPHENSEN Gudmundur |
| 4         | Lussemburgo | DE SOUSA Airlindo    |

| Posizione | Paese       | Atleta        |
| --------- | ----------- | ------------- |
|           | San Marino  | YAN Chimei    |
|           | Lussemburgo | HAAN Simone   |
|           | Cipro       | KOUREA Louiza |
| 4         | Cipro       | MARI Elena    |

### Doppio
| Posizione | Paese       | Atleti                 |
| --------- | ----------- | ---------------------- |
|           | Islanda     | HARDARSON / STEPHENSEN |
|           | Cipro       | SERAFIMOV / TALAVANOV  |
|           | Malta       | GERADA / MAKOWSKI      |
|           | Lussemburgo | BAST / SIMON           |

| Posizione | Paese       | Atlete                        |
| --------- | ----------- | ----------------------------- |
|           | Lussemburgo | HAAN / HARTMANN               |
|           | Cipro       | KOUREA / MARI                 |
|           | San Marino  | DIAO / YAN                    |
|           | Islanda     | BJORNSDOTTIR / HJALMARSDOTTIR |

### Squadre
| Posizione | Paese         | Atleti                                                              |
| --------- | ------------- | ------------------------------------------------------------------- |
|           | Malta         | GERADA Simon MAKOWSKI Andrezei                                      |
|           | Lussemburgo   | BAST Mike DE SOUSA Airlindo SIMON Fabien                            |
|           | Islanda       | HARDARSON Adam STEPHENSEN Gudmundur                                 |
| 4         | Liechtenstein | FROMMELT Peter MARXER Dominik                                       |
|           | Cipro         | SERAFIMOV Ognian TALAVANOV Kiril TZIAMBOS Andreas                   |
|           | San Marino    | STEFANELLI Andrea TENTONI Riccardo VANNUCCI Marco                   |
|           | Andorra       | FRANCESCHI Sylvain LARA SÁNCHEZ Alexandre RODRIGUEZ CHALAIS Patrick |
|           | Monaco        | ANDRE Eric LOULERGUE Romain MILLIAND Mathias PROSPER Florian        |

| Posizione | Paese       | Atleti                                                  | P.ti | V | P | PF | PS |
| --------- | ----------- | ------------------------------------------------------- | ---- | - | - | -- | -- |
|           | San Marino  | DIAO Yi YAN Chimei                                      | 8    | 4 | 0 | 12 | 2  |
|           | Lussemburgo | HAAN Simone HARTMANN Carole SCHLINK Vinita              | 7    | 3 | 1 | 10 | 3  |
|           | Cipro       | KOUREA Louiza MARI Elena MIKOVA Anna                    | 6    | 2 | 2 | 7  | 6  |
| 4         | Islanda     | BJORNSDOTTIR Gudrun G HJALMARSDOTTIR Kristin            | 5    | 1 | 3 | 3  | 10 |
| 5         | Andorra     | BERTRAND Manuelle COURCOL Axelle ROMERA RODRÍGUEZ Maria | 4    | 0 | 4 | 1  | 12 |

## Individuale

### Maschile
I partecipanti al torneo maschile sono stati suddivisi in due gruppi da otto atleti. Ogni vittoria assegnava due punti, ogni sconfitta uno. I due primi classificati di ogni gruppo poterono accedere alle semifinali.
| Lussemburgo   | BAST Mike                 |
| Monaco        | LOULERGUE Romain          |
| Malta         | MAKOWSKI Andrezei         |
| Liechtenstein | MARXER Dominik            |
| Andorra       | RODRIGUEZ CHALAIS Patrick |
| Islanda       | STEPHENSEN Gudmundur      |
| Cipro         | TALAVANOV Kiril           |
| San Marino    | VANNUCCI Marco            |

| Lussemburgo   | DE SOUSA Airlindo  |
| Andorra       | FRANCESCHI Sylvain |
| Liechtenstein | FROMMELT Peter     |
| Malta         | GERADA Simon       |
| Islanda       | HARDARSON Adam     |
| Monaco        | PROSPER Florian    |
| Cipro         | SERAFIMOV Ognian   |
| San Marino    | TENTONI Riccardo   |

| 1º giugno | Islanda       | STEPHENSEN Gudmundur | 3 |
| 1º giugno | Liechtenstein | MARXER Dominik       | 0 |

| 1º giugno | San Marino | VANNUCCI Marco            | 3 |
| 1º giugno | Andorra    | RODRIGUEZ CHALAIS Patrick | 0 |

| 1º giugno | Cipro | TALAVANOV Kiril   | 2 |
| 1º giugno | Malta | MAKOWSKI Andrezei | 3 |

| 1º giugno | Monaco      | LOULERGUE Romain | 0 |
| 1º giugno | Lussemburgo | BAST Mike        | 3 |

| 1º giugno | Lussemburgo | BAST Mike         | 0 |
| 1º giugno | Malta       | MAKOWSKI Andrezei | 3 |

| 1º giugno | Islanda    | STEPHENSEN Gudmundur | 3 |
| 1º giugno | San Marino | VANNUCCI Marco       | 0 |

| 1º giugno | Cipro         | TALAVANOV Kiril | 3 |
| 1º giugno | Liechtenstein | MARXER Dominik  | 0 |

| 1º giugno | Monaco  | LOULERGUE Romain          | 3 |
| 1º giugno | Andorra | RODRIGUEZ CHALAIS Patrick | 1 |

| 2 giugno | Cipro         | MARXER Dominik   | 3 |
| 2 giugno | Liechtenstein | LOULERGUE Romain | 0 |

| 2 giugno | San Marino | VANNUCCI Marco | 0 |
| 2 giugno | Cipro      | TALAVANOV Kiri | 3 |

| 2 giugno | Islanda | STEPHENSEN Gudmundur | 2 |
| 2 giugno | Malta   | MAKOWSKI Andrezei    | 3 |

| 2 giugno | Andorra     | RODRIGUEZ CHALAIS Patrick | 0 |
| 2 giugno | Lussemburgo | BAST Mike                 | 3 |

| 2 giugno | Liechtenstein | MARXER Dominic    | 0 |
| 2 giugno | Malta         | MAKOWSKI Andrezei | 3 |

| 2 giugno | San Marino  | VANNUCCI Marco | 0 |
| 2 giugno | Lussemburgo | BAST Mike      | 3 |

| 2 giugno | Cipro  | TALAVANOV Kiril  | 3 |
| 2 giugno | Monaco | LOULERGUE Romain | 0 |

| 2 giugno | Islanda | STEPHENSEN Gudmundur      | 3 |
| 2 giugno | Andorra | RODRIGUEZ CHALAIS Patrick | 0 |

| 2 giugno | Islanda | STEPHENSEN Gudmundur | 3 |
| 2 giugno | Cipro   | TALAVANOV Kiril      | 0 |

| 2 giugno | Monaco     | LOULERGUE Romain | 0 |
| 2 giugno | San Marino | VANNUCCI Marco   | 3 |

| 2 giugno | Lussemburgo   | BAST Mike      | 0 |
| 2 giugno | Liechtenstein | MARXER Dominik | 3 |

| 2 giugno | Malta   | MAKOWSKI Andrezei         | 0 |
| 2 giugno | Andorra | RODRIGUEZ CHALAIS Patrick | 3 |

| 2 giugno | Liechtenstein | MARXER Domink  | 3 |
| 2 giugno | San Marino    | VANNUCCI Marco | 0 |

| 2 giugno | Islanda     | STEPHENSEN Gudmundur | 3 |
| 2 giugno | Lussemburgo | BAST Mike            | 0 |

| 2 giugno | Malta  | MAKOWSKI Andrezei | 3 |
| 2 giugno | Monaco | LOULERGUE Romain  | 0 |

| 2 giugno | Andorra | RODRIGUEZ CHALAIS Patrick | 0 |
| 2 giugno | Cipro   | TALAVANOV Kiril           | 3 |

| 2 giugno | Malta      | MAKOWSKI Andrezei | 3 |
| 2 giugno | San Marino | VANNUCCI Marco    | 1 |

| 2 giugno | Andorra       | RODRIGUEZ CHALAIS Patrick | 0 |
| 2 giugno | Liechtenstein | MARXER Dominik            | 3 |

| 2 giugno | Islanda | STEPHENSEN Gudmundur | 0 |
| 2 giugno | Monaco  | LOULERGUE Romain     | 3 |

| 2 giugno | Lussemburgo | BAST Mike       | 0 |
| 2 giugno | Cipro       | TALAVANOV Kiril | 3 |

| Posizione | Paese         | Atleta               | P.ti | V | S | PF | PS |
| --------- | ------------- | -------------------- | ---- | - | - | -- | -- |
| 1         | Malta         | MAKOWSKI Andrezei    | 14   | 7 | 0 | 21 | 5  |
| 2         | Islanda       | STEPHENSEN Gudmundur | 14   | 6 | 1 | 20 | 3  |
| 3         | Cipro         | TALAVANOV Kiril      | 12   | 5 | 2 | 17 | 6  |
| 4         | Lussemburgo   | BAST Mike            | 11   | 4 | 3 | 12 | 11 |
| 5         | San Marino    | MARXER Dominik       | 10   | 3 | 4 | 11 | 12 |
| 6         | Monaco        | VANNUCCI Marco       | 9    | 2 | 5 | 7  | 15 |
| 7         | Andorra       | LOULERGUE Romain     | 8    | 1 | 6 | 3  | 19 |
| 8         | Liechtenstein | RODRIGUEZ CHALAIS P. | 7    | 0 | 7 | 1  | 21 |

| 1º giugno | Malta | GERADA Simon     | 3 |
| 1º giugno | Cipro | SERAFIMOV Ognian | 1 |

| 1º giugno | Islanda | HARDARSON Adam | 3 |
| 1º giugno | Monaco  | PROSPER Floria | 0 |

| 1º giugno | San Marino | TENTONI Riccardo   | 3 |
| 1º giugno | Andorra    | FRANCESCHI Sylvain | 0 |

| 1º giugno | Liechtenstein | FROMMELT Peter   | 1 |
| 1º giugno | Lussemburgo   | DE SOUSA Arlindo | 3 |

| 1º giugno | Lussemburgo | DE SOUSA Arlindo   | 3 |
| 1º giugno | Andorra     | FRANCESCHI Sylvain | 0 |

| 1º giugno | Malta   | GERADA Simon   | 3 |
| 1º giugno | Islanda | HARDARSON Adam | 1 |

| 1º giugno | San Marino | TENTONI Riccardo | 2 |
| 1º giugno | Cipro      | SERAVIMOV Ognian | 3 |

| 1º giugno | Liechtenstein | FROMMELT Peter  | 3 |
| 1º giugno | Monaco        | PROSPER Florian | 0 |

| Posizione | Paese   | P.ti | V | S | PF | PS |
| --------- | ------- | ---- | - | - | -- | -- |
| 1         | Malta   | 5    | 2 | 1 | 27 | 14 |
| 2         | Cipro   | 5    | 2 | 1 | 24 | 16 |
| 3         | Islanda | 5    | 2 | 1 | 27 | 22 |
| 4         | Monaco  | 3    | 0 | 3 | 1  | 27 |

|  | Semifinali                      | Semifinali                      | Semifinali                      | Semifinali | Semifinali | Semifinali | Semifinali |  |  | Finale                    | Finale                    | Finale                    | Finale | Finale | Finale | Finale |  |
|  |                                 |                                 |                                 |            |            |            |            |  |  |                           |                           |                           |        |        |        |        |  |
|  | Malta - MAKOWSKI Andrezei       | Malta - MAKOWSKI Andrezei       | Malta - MAKOWSKI Andrezei       | 14         | 12         | 11         | 11         |  |  |                           |                           |                           |        |        |        |        |  |
|  | Lussemburgo - DE SOUSA Airlindo | Lussemburgo - DE SOUSA Airlindo | Lussemburgo - DE SOUSA Airlindo | 12         | 14         | 7          | 8          |  |  | Malta - MAKOWSKI Andrezei | Malta - MAKOWSKI Andrezei | Malta - MAKOWSKI Andrezei | 6      | 13     | 11     | 8      |  |
|  | Islanda - STEPHENSEN Gudmundur  | Islanda - STEPHENSEN Gudmundur  | 13                              | 11         | 9          | 3          | 6          |  |  | Malta GERADA Simon        | Malta GERADA Simon        | Malta GERADA Simon        | 11     | 11     | 13     | 11     |  |
|  | Malta - GERADA Simon            | Malta - GERADA Simon            | 11                              | 7          | 11         | 11         | 11         |  |  |                           |                           |                           |        |        |        |        |  |

L'islandese Stephensen si aggiudica la medaglia di bronzo come migliore tra i perdenti delle semifinali.

### Femminile
| San Marino  | YAN Chimei             |
| Cipro       | KOUREA Loiza           |
| Lussemburgo | HARTMANN Carole        |
| Malta       | GRECH Johanna          |
| Andorra     | BERTRAND Manuelle      |
| Islanda     | BJORNSDOTTIR Gudrun G. |

| Lussemburgo | HAAN Simone            |
| Cipro       | MAREI Elena            |
| San Marino  | DIAO Yi                |
| Monaco      | NURDIN Ophélie         |
| Islanda     | HJALMARSDOTTIR Kristin |
| Andorra     | ROMERA RODRIGUEZ Maria |

## Squadre
Per tutte le competizioni del torneo a squadre venne stabilita la vittoria al meglio dei cinque incontri. La tipologia dell'incontro venne definita in questo ordine:
1. Singolo
2. Singolo
3. Doppio
4. Singolo
5. Singolo

### Maschile
Le squadre maschili sono state inizialmente divise in due gruppi. Solo le prime due classificate i ogni gruppo hanno avuto accesso alle semifinali.
| 31 maggio | Lussemburgo | 3 | 3 | 3 | - | - |
| 31 maggio | Andorra     | 0 | 0 | 0 | - | - |

| 31 maggio | San Marino    | 3 | 1 | 1 | 0 | - |
| 31 maggio | Liechtenstein | 0 | 3 | 3 | 3 | - |

| 31 maggio | San Marino  | 1 | 0 | 0 | - | - |
| 31 maggio | Lussemburgo | 3 | 3 | 3 | - | - |

| 31 maggio | Andorra       | 0 | 0 | 0 | - | - |
| 31 maggio | Liechtenstein | 3 | 3 | 3 | - | - |

| 31 maggio | Liechtenstein | 1 | 1 | 1 | - | - |
| 31 maggio | Lussemburgo   | 3 | 3 | 3 | - | - |

| 31 maggio | Andorra    | 0 | 0 | 0 | - | - |
| 31 maggio | San Marino | 3 | 3 | 3 | - | - |

| Posizione | Paese         | P.ti | V | S | PF | PS |
| --------- | ------------- | ---- | - | - | -- | -- |
| 1         | Lussemburgo   | 6    | 3 | 0 | 27 | 4  |
| 2         | Liechtenstein | 5    | 2 | 1 | 21 | 14 |
| 3         | San Marino    | 4    | 1 | 2 | 15 | 18 |
| 4         | Andorra       | 3    | 0 | 3 | 0  | 27 |

| 31 maggio | Islanda | 0 | 3 | 1 | 3 | 0 |
| 31 maggio | Cipro   | 3 | 2 | 3 | 1 | 3 |

| 31 maggio | Malta  | 3 | 3 | 3 | - | - |
| 31 maggio | Monaco | 0 | 0 | 0 | - | - |

| 31 maggio | Islanda | 2 | 3 | 3 | 3 | - |
| 31 maggio | Malta   | 3 | 2 | 2 | 2 | - |

| 31 maggio | Monaco | 0 | 0 | 0 | - | - |
| 31 maggio | Cipro  | 3 | 3 | 3 | - | - |

| 31 maggio | Monaco  | 1 | 0 | 0 | - | - |
| 31 maggio | Islanda | 3 | 3 | 3 | - | - |

| 31 maggio | Cipro | 1 | 2 | 0 | - | - |
| 31 maggio | Malta | 3 | 3 | 3 | - | - |

| Posizione | Paese   | P.ti | V | S | PF | PS |
| --------- | ------- | ---- | - | - | -- | -- |
| 1         | Malta   | 5    | 2 | 1 | 27 | 14 |
| 2         | Cipro   | 5    | 2 | 1 | 24 | 16 |
| 3         | Islanda | 5    | 2 | 1 | 27 | 22 |
| 4         | Monaco  | 3    | 0 | 3 | 1  | 27 |

|  | Semifinali    | Semifinali    | Semifinali    | Semifinali    | Semifinali | Semifinali | Semifinali |  |  | Finale          | Finale        | Finale        | Finale        | Finale | Finale | Finale |  |
|  |               |               |               |               |            |            |            |  |  |                 |               |               |               |        |        |        |  |
|  | Lussemburgo   | Lussemburgo   | Lussemburgo   | 3             | 0          | 3          | 3          |  |  |                 |               |               |               |        |        |        |  |
|  | Islanda       | Islanda       | Islanda       | 0             | 3          | 2          | 1          |  |  | Lussemburgo     | Lussemburgo   | 1             | 1             | 3      | 3      | 0      |  |
|  | Liechtenstein | Liechtenstein | Liechtenstein | Liechtenstein | 0          | 1          | 0          |  |  | Malta           | Malta         | 3             | 3             | 1      | 2      | 3      |  |
|  | Malta         | Malta         | Malta         | Malta         | 3          | 3          | 3          |  |  |                 |               |               |               |        |        |        |  |
|  |               |               |               |               |            |            |            |  |  |                 |               |               |               |        |        |        |  |
|  |               |               |               |               |            |            |            |  |  | Finale 3º posto |               |               |               |        |        |        |  |
|  |               |               |               |               |            |            |            |  |  |                 |               |               |               |        |        |        |  |
|  |               |               |               |               |            |            |            |  |  | Islanda         | Islanda       | Islanda       | Islanda       | 3      | 3      | 3      |  |
|  |               |               |               |               |            |            |            |  |  | Liechtenstein   | Liechtenstein | Liechtenstein | Liechtenstein | 0      | 0      | 1      |  |

### Femminile
Il torneo a squadre femminile è stato giocato come un torneo a girone unico da cinque squadre. Due punti assegnati per ogni vittoria, un punto per ogni sconfitta.
| 31 maggio | Lussemburgo | 3 | 3 | 3 | - | - |
| 31 maggio | Andorra     | 0 | 0 | 0 | - | - |

| 31 maggio | Cipro   | 3 | 3 | 3 | - | - |
| 31 maggio | Islanda | 0 | 0 | 0 | - | - |

| 31 maggio | San Marino | 3 | 3 | 3 | - | - |
| 31 maggio | Andorra    | 1 | 0 | 0 | - | - |

| 31 maggio | Lussemburgo | 3 | 3 | 3 | - | - |
| 31 maggio | Cipro       | 2 | 0 | 2 | - | - |

| 1º giugno | San Marino | 3 | 3 | 3 | - | - |
| 1º giugno | Islanda    | 0 | 0 | 0 | - | - |

| 1º giugno | Andorra | 0 | 0 | 0 | - | - |
| 1º giugno | Cipro   | 3 | 3 | 3 | - | - |

| 1º giugno | San Marino | 3 | 1 | 3 | 3 | - |
| 1º giugno | Cipro      | 1 | 3 | 2 | 0 | - |

| 1º giugno | Islanda     | 0 | 0 | 0 | - | - |
| 1º giugno | Lussemburgo | 3 | 3 | 3 | - | - |

| 1º giugno | San Marino  | 3 | 0 | 3 | 3 | - |
| 1º giugno | Lussemburgo | 2 | 3 | 1 | 2 | - |

| 1º giugno | Islanda | 2 | 3 | 3 | 3 | - |
| 1º giugno | Andorra | 3 | 0 | 2 | 2 | - |